# Département Meurthe-et-Moselle
Das Département de Meurthe-et-Moselle [mœʀtemɔˈzɛl] (deutsch Mörthe und Mosel) ist das französische Département mit der Ordnungsnummer 54. Es liegt im Nordosten des Landes in der Region Grand Est und ist nach den Flüssen Meurthe und Mosel benannt. Die Hauptstadt (Präfektur, französisch préfecture) ist Nancy, Unterpräfekturen sind Briey, Lunéville und Toul.

## Geographie
Das Département grenzt im Norden an die belgische Provinz Luxemburg und an Luxemburg (Kanton Esch an der Alzette), im Nordosten an das Département Moselle, im äußersten Südosten an das Département Bas-Rhin, im Süden an das Département Vosges und im Westen an das Département Meuse.

## Wappen
In Gold ein roter Schrägrechtsbalken belegt mit drei gestümmelten silbernen Adlern (Alérion), begleitet von zwei blauen schrägrechts liegenden Wellenleisten.
Dies ist das Wappen des alten Herzogtums Lothringen, in dessen Zentrum sich das Département befindet, ergänzt um die beiden blauen Wellenleisten, die die Flüsse Meurthe und Mosel symbolisieren.

Entstehung des Départements nach dem Deutsch-Französischen Krieg 1871

## Geschichte
Das Département wurde am 7. September 1871 mit den vier Arrondissements Briey, Lunéville, Nancy und Toul gegründet.
Das Elsass und vor allem der deutschsprachige Teil Lothringens war als Folge des für Frankreich verlorenen Deutsch-Französischen Krieges 1871 als „Reichsland Elsaß-Lothringen“ dem neugegründeten Deutschen Reich angeschlossen worden; hiervon betroffen waren vor allem der größte Teil des Départements Moselle und die Arrondissements Sarrebourg und Château-Salins des Départements Meurthe. Die bei Frankreich verbliebenen Gebiete der beiden Départements wurden noch im gleichen Jahr zum neuen Département Meurthe-et-Moselle zusammengelegt.
Die heutige Grenze zwischen den Départements Moselle und Meurthe-et-Moselle war von 1871 bis 1919 die Staatsgrenze zwischen Deutschland (Deutsches Kaiserreich) und Frankreich (Dritte Französische Republik). Als Deutschland als Folge des verlorenen Ersten Weltkrieges 1919 gemäß dem Versailler Vertrag das Gebiet des Reichslandes wieder an Frankreich zurückgeben musste, behielt der französische Staat die 1871 gezogene Grenze zwischen den Départements bei.
Noch um 1905 wurden italienische Arbeitsmigranten dafür kritisiert, dass sie nicht an Arbeitskämpfen teilnahmen. Ab den 1960er Jahren wurden im Département vermehrt italienischstämmige Kommunisten in Bürgermeisterämter gewählt. Von 1960 bis 2016 gehörte das Département zur Region Lothringen, die 2016 in der Region Grand Est aufging.

## Städte
Die bevölkerungsreichsten Gemeinden des Départements Meurthe-et-Moselle sind:
| Stadt               | Einwohner (2022) | Arrondissement |
| ------------------- | ---------------- | -------------- |
| Nancy               | 104.387          | Nancy          |
| Vandœuvre-lès-Nancy | 29.697           | Nancy          |
| Lunéville           | 17.920           | Lunéville      |
| Toul                | 15.570           | Toul           |
| Longwy              | 15.492           | Val-de-Briey   |
| Laxou               | 15.126           | Nancy          |
| Villers-lès-Nancy   | 14.938           | Nancy          |
| Pont-à-Mousson      | 14.383           | Nancy          |
| Saint-Max           | 10.100           | Nancy          |
| Maxéville           | 10.014           | Nancy          |

## Verwaltungsgliederung
Das Département Meurthe-et-Moselle gliedert sich in 4 Arrondissements mit 23 Kantonen und 592 Gemeinden:
| Arrondissement                 | Kantone | Gemeinden | Einwohner 1. Januar 2022 | Fläche km² | Dichte Einw./km² | Code INSEE |
| ------------------------------ | ------- | --------- | ------------------------ | ---------- | ---------------- | ---------- |
| Lunéville                      | 3       | 162       | 74.592                   | 1.438,11   | 52               | 542        |
| Nancy                          | 16      | 196       | 428.111                  | 1.581,92   | 271              | 543        |
| Toul                           | 5       | 118       | 65.422                   | 1.207,48   | 54               | 544        |
| Val-de-Briey                   | 6       | 115       | 164.773                  | 1.018,40   | 162              | 541        |
| Département Meurthe-et-Moselle | 23      | 591       | 732.898                  | 5.245,91   | 140              | 54         |

Siehe auch:

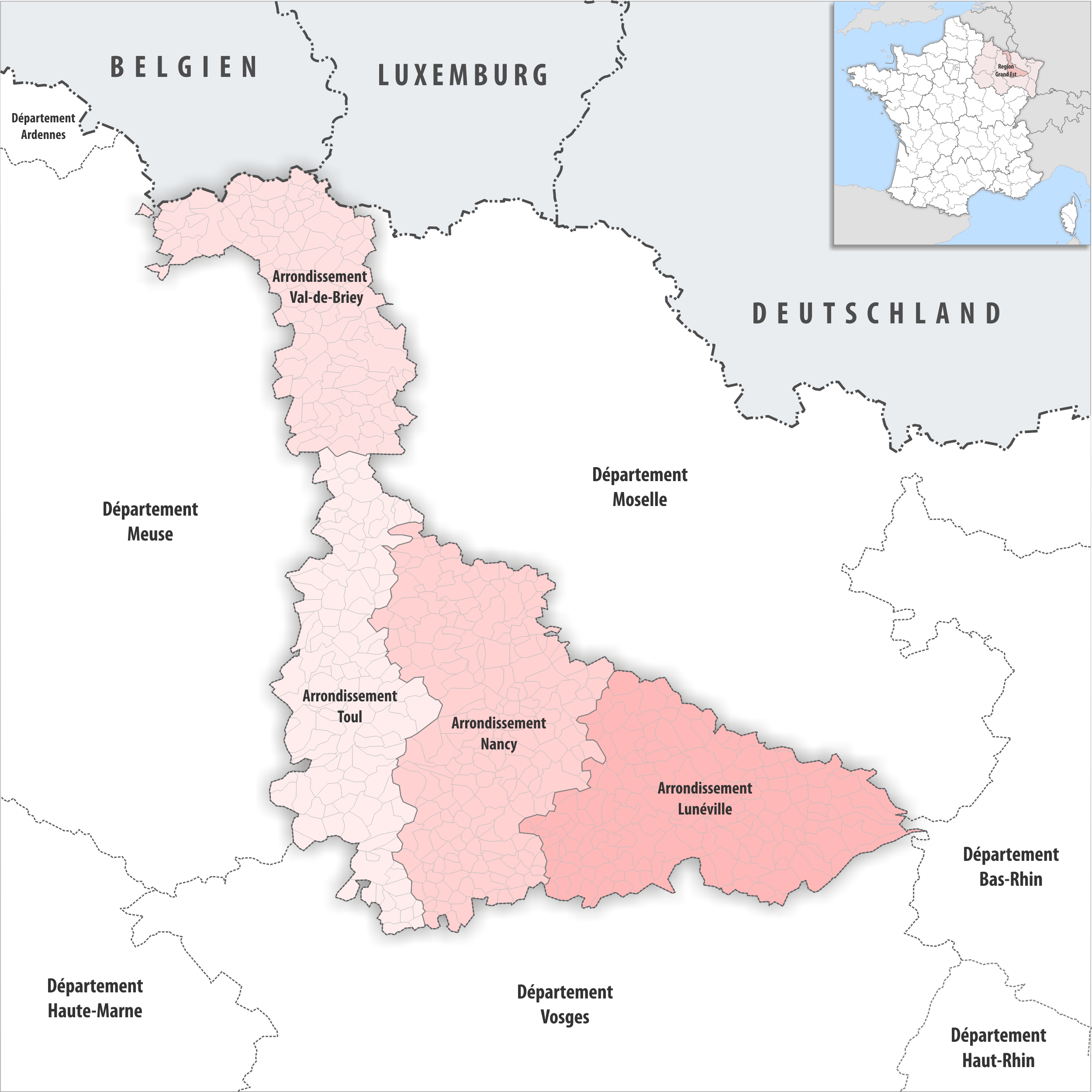
Gemeinden und Arrondissemente im Département Meurthe-et-Moselle

- Liste der Gemeinden im Département Meurthe-et-Moselle
- Liste der Kantone im Département Meurthe-et-Moselle
- Liste der Gemeindeverbände im Département Meurthe-et-Moselle

### Veränderungen
- Von 1926 bis 1943 war das Arrondissement Toul aufgelöst.
- 1997 wurde die Ortschaft Han-devant-Pierrepont aus dem Kanton Spincourt (Arrondissement Verdun) des Départements Meuse in den Kanton Longuion (Arrondissement Briey) des Départements Meurthe-et-Moselle eingegliedert.
- Aufgrund einer Wahlrechtsänderung 2014 wurde der Neuzuschnitt der Kantone ab 2015 nötig. Statt der bisher 44 Kantone ist das Département jetzt in 23 Kantone unterteilt, wobei diesen jetzt nicht mehr notwendig jeweils nur Gemeinden eines einzigen Arrondissements zugeordnet sind.
- Durch Dekret der Präfektin der Region Grand Est vom 9. Dezember 2022 wurden die Grenzen der Arrondissements im Département Meurthe-et-Moselle zum 1. Januar 2023 geändert.[3]

## Verkehr
Durch das Département Meurthe-et-Moselle führt die Schnellfahrstrecke LGV Est européenne mit dem 1510 m langen Moselviadukt bei Vandières.

## Sehenswürdigkeiten
- Der Place Stanislas in Nancy (Weltkulturerbe)
- Das Schloss Lunéville
- Die Kathedrale Saint-Étienne in Toul
- Die Basilika Saint-Nicolas in Saint-Nicolas-de-Port